# Vittaliana
Vittaliana is een monotypisch geslacht van schimmels uit de familie der Phaeosphaeriaceae (ascomyceten). Het bevat alleen Vittaliana mangrovei.